# Sara Lee
Sara Ann Weston (de soltera Lee; Municipio de Hope, Míchigan, 7 de junio de 1992-San Antonio, Texas, 5 de octubre de 2022) fue una celebridad de televisión y luchadora profesional estadounidense. Se le conoció por su breve paso por la empresa WWE, durante 2015 y 2016, siendo el primer año mencionado en el que ganaría la sexta temporada del programa WWE Tough Enough, el mismo que le otorgaría un contrato de un año con la compañía. Como luchadora, se presentó en algunos combates durante house shows (eventos en vivo) realizados por la marca NXT.

## Primeros años
Sara Ann Lee nació el 7 de junio de 1992 en el Municipio de Hope, Míchigan, Estados Unidos, donde además paso sus primeros años de infancia y juventud. Compitió como levantadora de pesas durante un tiempo. Se graduó de Meridian High School en 2010, y luego se iría a estudiar ecografía médica de diagnóstico en Delta College, ubicado en Bay City, Míchigan.

## Carrera
En junio de 2015, Lee fue anunciada como una de las trece finalistas de la sexta temporada del programa WWE Tough Enough. Después de estar en riesgo en cinco eliminaciones dentro de la competencia, el 25 de agosto fue elegida como ganadora del show junto a Josh Bredl, ambos victoriosos debido a una votación realizada por los fanáticos de la emisión, teniendo como premio $250,000 y un contrato de un año con WWE. En la final, Lee se presentó con el nombre de Hope y perdió en un combate individual contra Alicia Fox.
En septiembre, fue asignada al territorio de desarrollo NXT, con base central en el WWE Performance Center ubicado en Orlando, Florida, esto con el fin de que comenzará su entrenamiento formal como luchadora profesional. Hizo su debut en NXT el 16 de enero de 2016 durante un house show (evento en vivo), donde realizó una promo en la que utilizó su nombre real y se comportó como una heel (ruda). El 30 de enero durante otro house show de NXT, debutó dentro del ring en un combate entre equipos de tres contra tres Divas, resaltando que una de sus oponentes en el mismo fue Mandy Rose, otra competidora de Tough Enough. Continúo apareciendo y luchando en varios eventos en vivo de NXT, hasta que el 2 de octubre, fue informado que había sido liberada de su contrato con WWE.

## Vida personal y muerte
El 30 de diciembre de 2017 se casó con el también luchador profesional, Wesley Blake. Juntos procrearon tres hijos; una niña nacida en 2017 y dos niños, uno nacido en 2019 y el otro en 2021. Siendo una mujer casada, comenzó a ser conocida como Sara Ann Weston, esto al tomar el apellido del nombre real de su esposo, Cory James Weston.
De acuerdo a los registros de la oficina del médico forense del Condado de Béxar, Lee falleció el 5 de octubre de 2022 a las 5:56 de la mañana, y su muerte fue informada al día siguiente el 6 de octubre, tenía 30 años de edad. En mayo de 2023, el forense del condado de Béxar, Texas consideró que Lee se había suicidado por medio de una sobredosis letal de alcohol y pastillas para dormir.

## Campeonatos y logros
- WWE
  - Tough Enough VI - con Josh Bredl